# Assassin(s)
Assassin(s) è un film del 1997 diretto da Mathieu Kassovitz.

## Trama
Il signor Wagner è un sicario zelante che fa il suo lavoro con passione. Tuttavia, sta diventando vecchio e vuole tramandare il mestiere e la sua esperienza a Max, un giovane scassinatore che ha incontrato quando quest'ultimo si è intrufolato nel suo appartamento. Tuttavia, i tempi sono cambiati e Max non ha la dedizione del signor Wagner.

## Distribuzione
È stato presentato in concorso al 50º Festival di Cannes.